# Santa Maria Regina Apostolorum

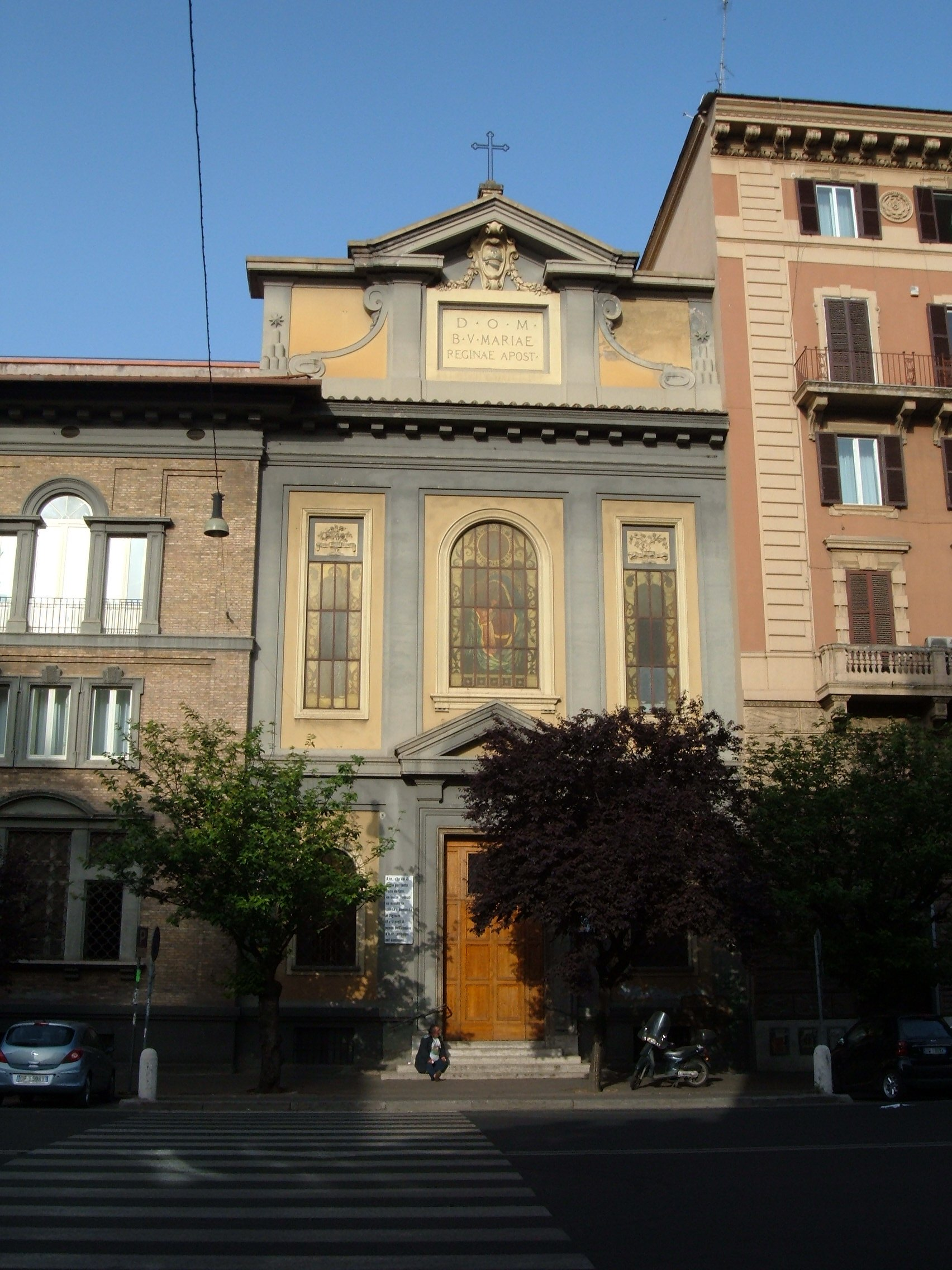

Santa Maria Regina Apostolorum (italienisch: Santa Maria Regina degli Apostoli; lateinisch: Reginae Apostolorum) ist eine Titelkirche in Rom.

## Überblick

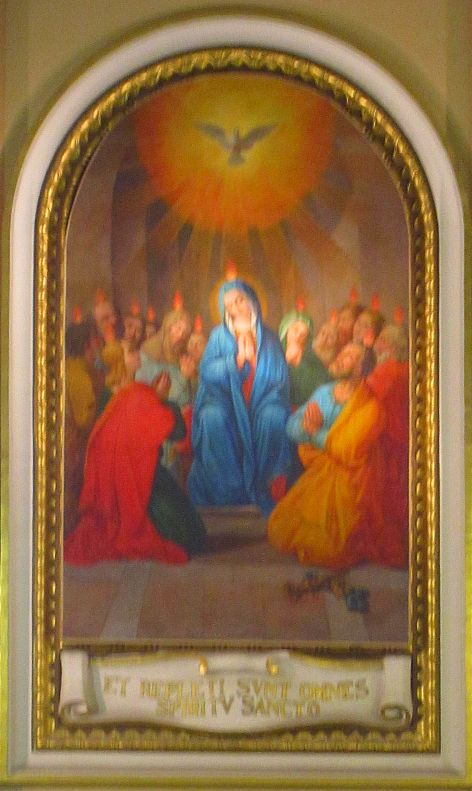
Maria, Königin der Apostel, Gemälde von Serafino Cesaretti, gestiftet von Vinzenz Pallotti, heute in der Chiesa di Santa Maria Regina Apostolorum in Rom

Die Kirche befindet sich im römischen Quartier Della Vittoria. Sie wurde nach dem Entwurf des Architekten Luigi Francassini Guidi 1936 fertiggestellt und ergänzte eine bereits bestehende Klosteranlage der Ordensgemeinschaft der Pallottiner.
Die Pfarrgemeinde wurde durch das Dekret Divinitus collata von Kardinalvikar Francesco Marchetti Selvaggiani am 18. April 1936 gegründet und zugleich den Pallottinern zur Nutzung anvertraut. Namensgeber der Kirche ist Maria, Königin der Apostel, aus dem italienischen Santa Maria Regina degli Apostoli; am Samstag vor Pfingsten feiern die pallottinischen Gemeinschaften weltweit ihr Patronatsfest Königin der Apostel.
Unter dem Titel Königin der Apostel ließ Vincenzo Pallotti 1848 von dem italienischen Kupferstecher und Maler Serafino Cesaretti ein Pfingstbild malen, das Maria mit zwei anderen Frauen und den Aposteln zeigt, als sie alle den Heiligen Geist empfangen. Er bringt damit zum Ausdruck, dass alle Gläubigen – Laien und Priester – gleichermaßen geist-begabt und gesendet sind, den Glauben an Jesus Christus zu bezeugen. Vorlage für das Bild war ein Stich des deutschen Malers Johann Friedrich Overbeck. Das Original des Bildes befindet sich in dieser Kirche.
Papst Paul VI. erhob sie am 5. Februar 1965 zur Titelkirche der römisch-katholischen Kirche.
Die Kirche liegt an der Piazza d’Armi, die sich an der Via Giuseppe Ferrari 1 im römischen Quartier Della Vittoria befindet.

## Kardinalpriester
- Ermenegildo Florit (22. Februar 1965 – 8. Dezember 1985)
- Giuseppe Maria Sensi (22. Juni 1987 – 26. Juli 2001)
- Virgilio Noè (26. Februar 2002 – 24. Juli 2011)
- John Tong Hon, seit 18. Februar 2012